# Estadio Traktar
El Estadio Traktar (en bielorruso: Трактар стадыён; en ruso: Стадион Трактор) es un estadio de fútbol de Minsk, Bielorrusia. Fue inaugurado en 1968 como Krasnoye znamya («bandera roja») y es el estadio habitual del Dinamo Minsk. El aforo del recinto es de 17 600 espectadores, lo que le convierte en el segundo estadio más grande del país tras el estadio Dinamo, también en Minsk.

## Historia
El inicio de la construcción del estadio Traktar tuvo lugar durante la década de 1950. Para su construcción, un equipo de bulldozers niveló la tierra y desarraigó parte del bosque adyacente. Se instalaron unos bancos y empezaron a celebrarse competiciones de fútbol del equipo de la Planta de Tractores de Minsk (MTZ). En aquellos días, el estadio era propiedad del consejo regional de "Bandera Roja". A finales de la década de 1950 se construyó la primera grada del estadio.
En 1976 el Consejo Regional de "Bandera Roja" pasó la propiedad del estadio a MTZ. En el mismo año se inició la primera remodelación del estadio. Se inició con la construcción del resto de gradas, un sistema de iluminación artificial y de drenaje en el campo de fútbol. En 1978, después de la clausura del estadio Dinamo para someterlo a remodelación, el estadio Traktar pasó a ser el principal de Minsk, y se instaló una pista de atletismo. Durante los Juegos Olímpicos de 1980 el estadio Traktar fue el escenario de la Reserva Olímpica.
El 29 de septiembre de 1979 después de un partido de liga soviética entre el Dinamo Minsk y el Dinamo Moscú, se produjo la muerte de cuatro personas a la salida del estadio y alrededor de 30 resultaron heridas graves.
Una segunda renovación del estadio comenzó en 1997 y terminó en mayo de 2000, en la que las instalaciones adquirieron un aspecto moderno. Se instalaron asientos de plástico, en lugar de las gradas de tierra se construyeron unas de hormigón armado.

## Imágenes

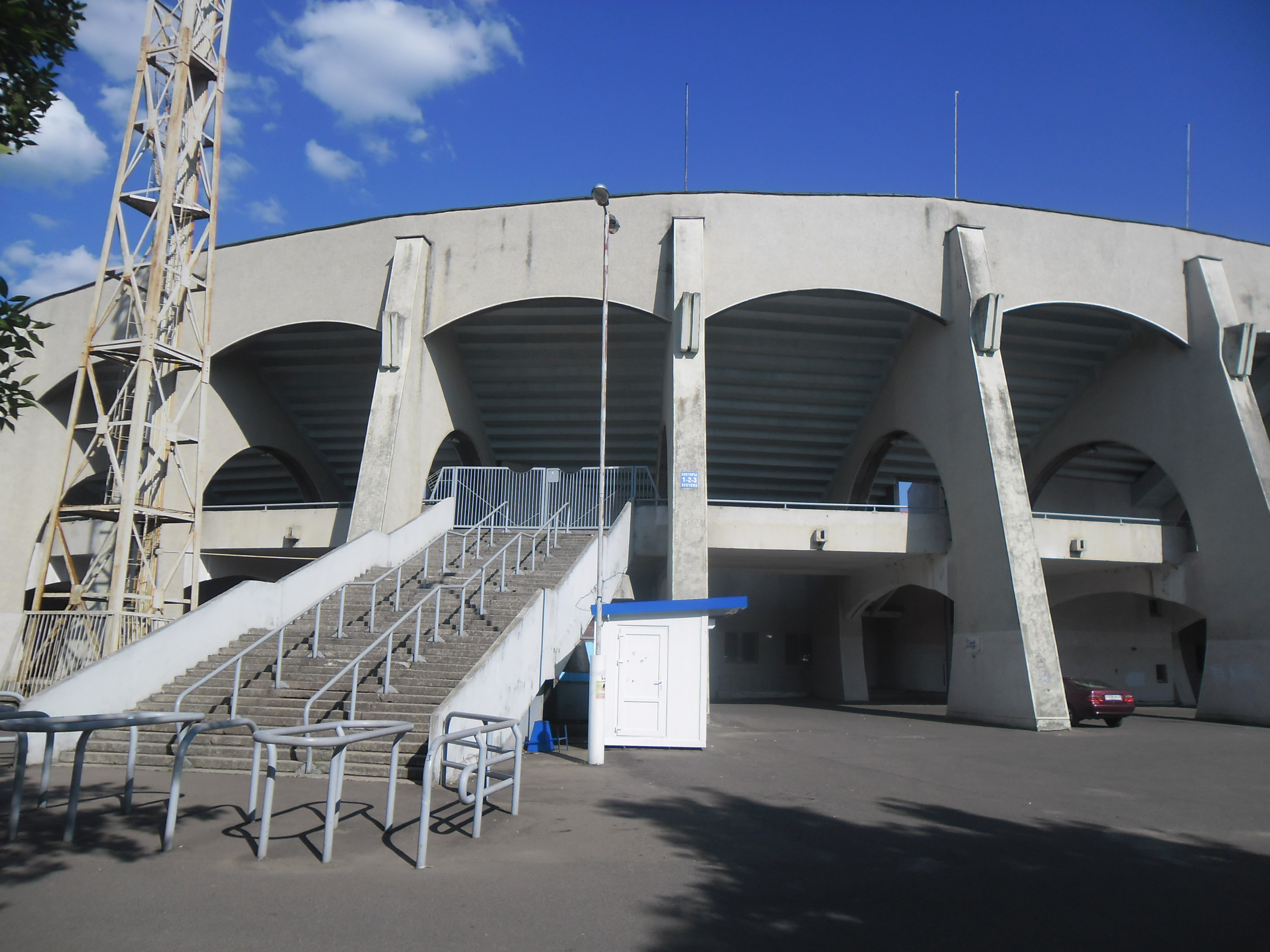
Entrada al estadio.
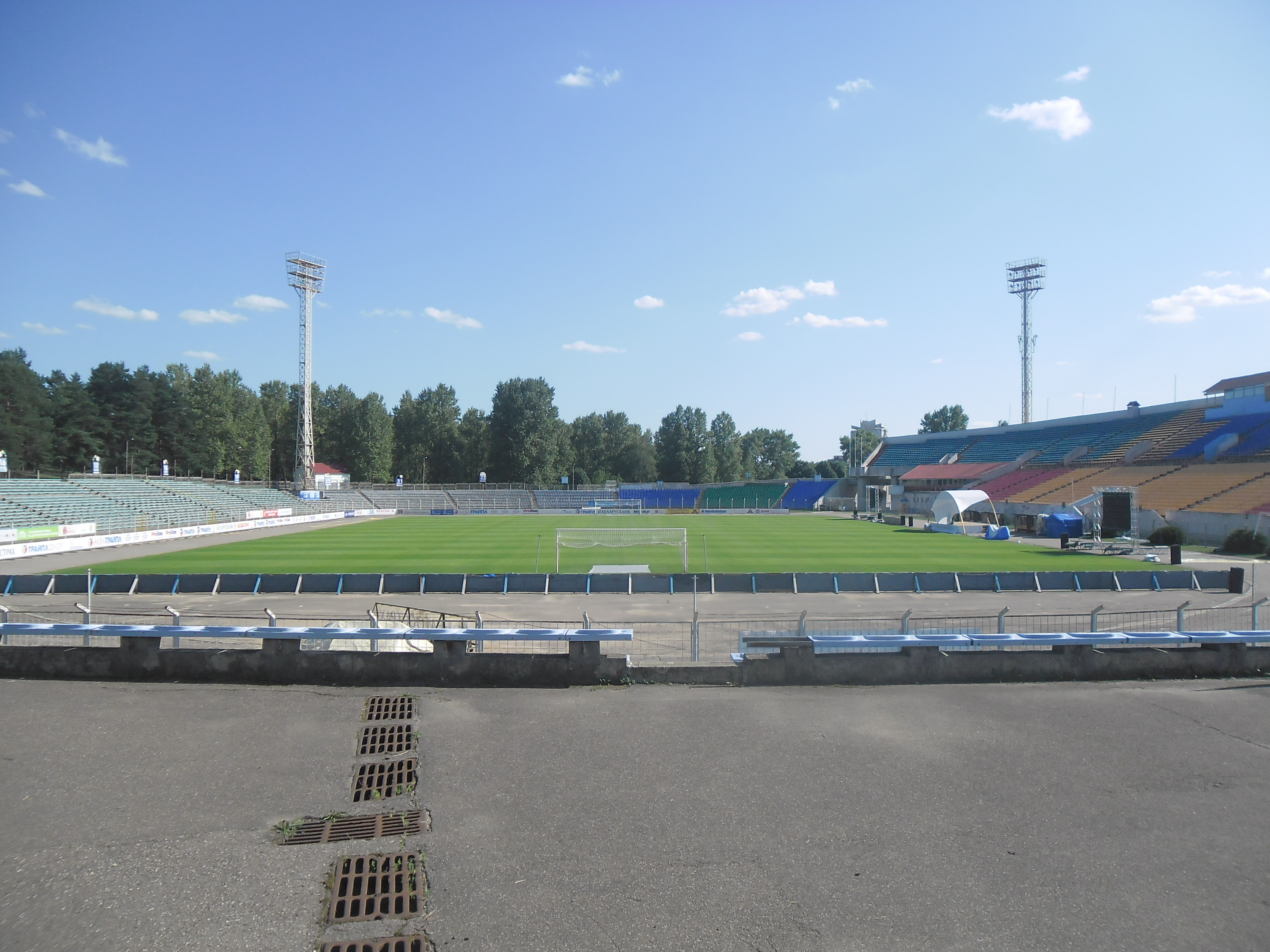
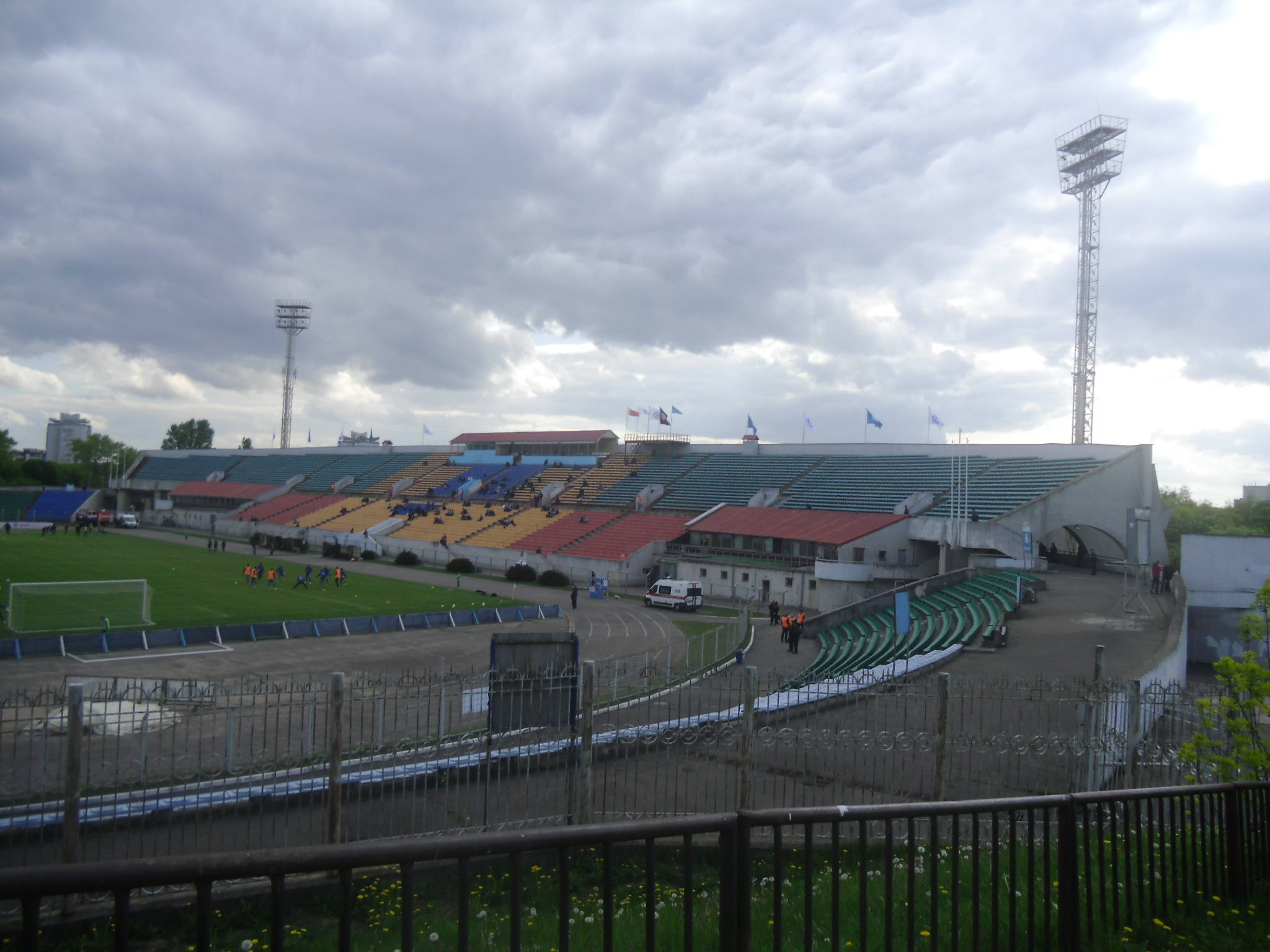